# Ayesha (Schiff)
Die Ayesha war ein hölzerner Rahschoner, mit dem sich ein Landungsverband der Emden unter dem Kommando des Kapitänleutnants Hellmuth von Mücke im November 1914 der Kriegsgefangenschaft entziehen konnte, nachdem die Emden in einem Gefecht mit HMAS Sydney zerstört worden war. Der Kinofilm Die Männer der Emden erschien 2013 und wurde im deutschen Fernsehen von der ARD gesendet, was der Geschichte der Ayesha erneut zur Bekanntheit verhalf.

## Geschichte

### Ausgangssituation
Die Ayesha war ein ca. 30 Meter langer, 7,5 Meter breiter dreimastiger Rahschoner von 97 BRT, der ursprünglich für den Unternehmer Sydney Clunies-Ross (Ross IV.) genutzt wurde. Er diente dem Kopra-Transport von den Kokosinseln nach Batavia in Niederländisch-Indien und der Versorgung der Inselbevölkerung sowie des Personals der Nachrichtenstation. Eigner des Schiffes war die Familie Clunies-Ross mit ihrem Betrieb auf dem Atoll der britischen Straits Settlements. Der Schiffsname Ayesha ist arabischen Ursprungs und steht für Aischa, der jüngsten Frau des islamischen Propheten Mohammeds. Die vorgesehene Schiffsbesatzung war für die Handelsfahrten der Ayesha ein Kapitän und fünf Seeleute. Nach der Einrichtung einer Dampferverbindung wurde das Schiff nicht mehr genutzt und lag abgetakelt im Nord-Nordost-Bereich der Süd-Keeling-Inselgruppe auf der inneren Reede dieses Atolls vor Direction Island. Der auch als „Port Refuge“ bekannte Ankerplatz der Ayesha lag knapp einen Kilometer vor dem Landungssteg von Direction Island. Die Seetüchtigkeit der Ayesha war zu jener Zeit fragwürdig, weil das Schiff als morsch und mangelhaft unterhalten galt. An Bord befand sich am 9. November 1914 zur Zeit der Konfiskation durch Mücke nur der Kapitän der Ayesha und ein Matrose. „His Majesty’s Stationery Office“ in London notierte den Verlust des britischen Segel-Schiffes „Ayesha (S.V.)“ an die Besatzung der Emden zum 9. November.

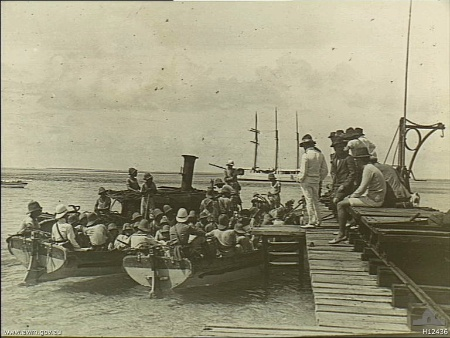
Landungstrupp der Emden, Landungssteg von Direction Island, 9. November 1914.
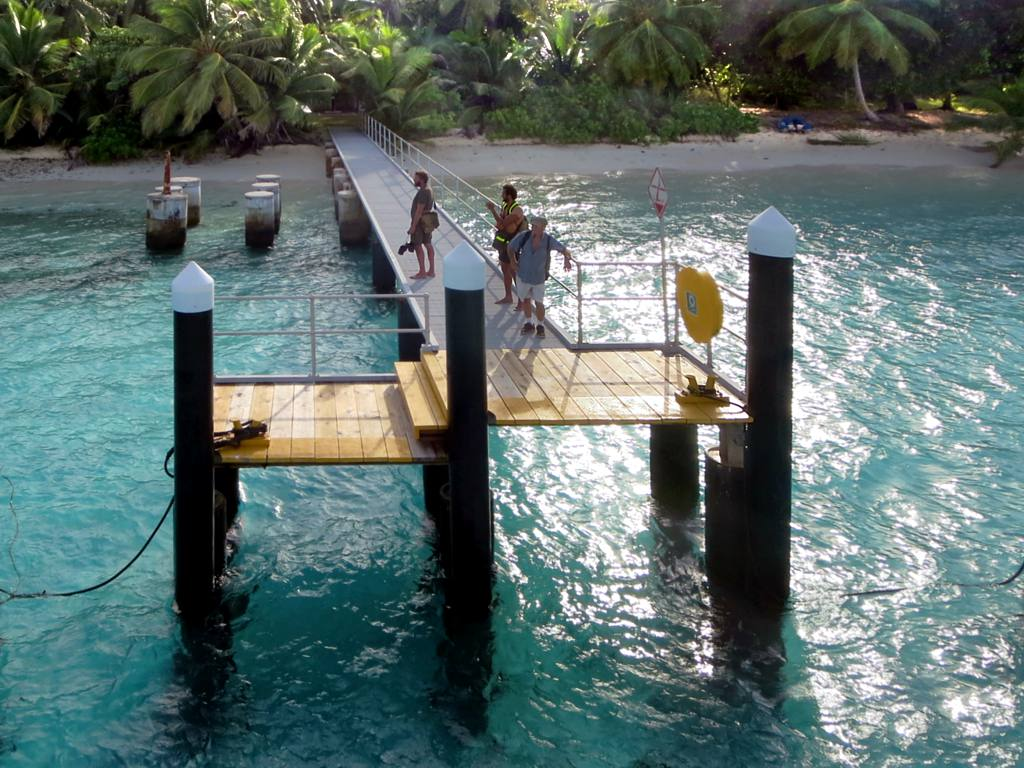
Landungssteg von Direction Island, 2016.
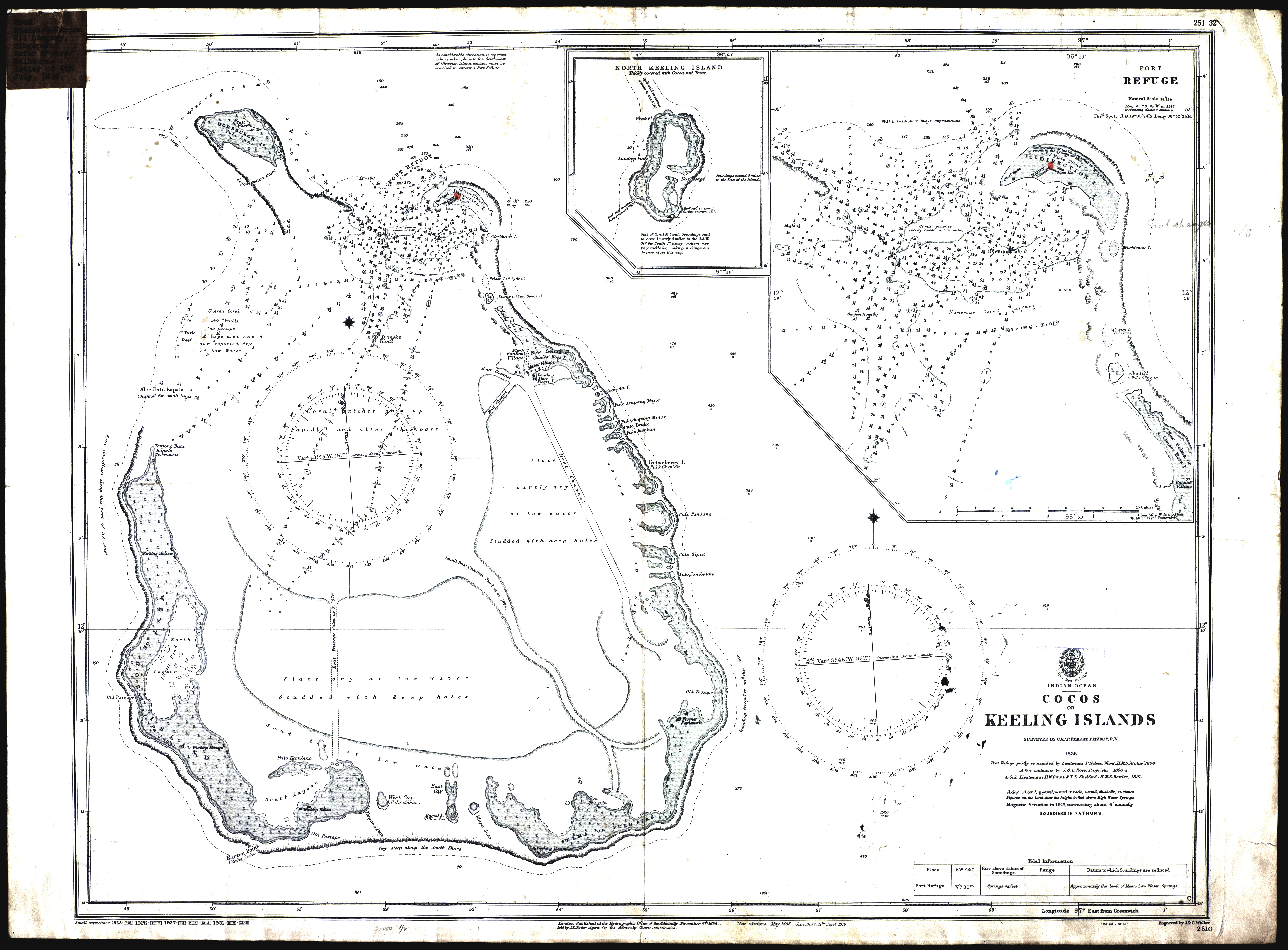
Seekarte der Süd-Keeling-Inselgruppe, Berichtigungsstand 1918.
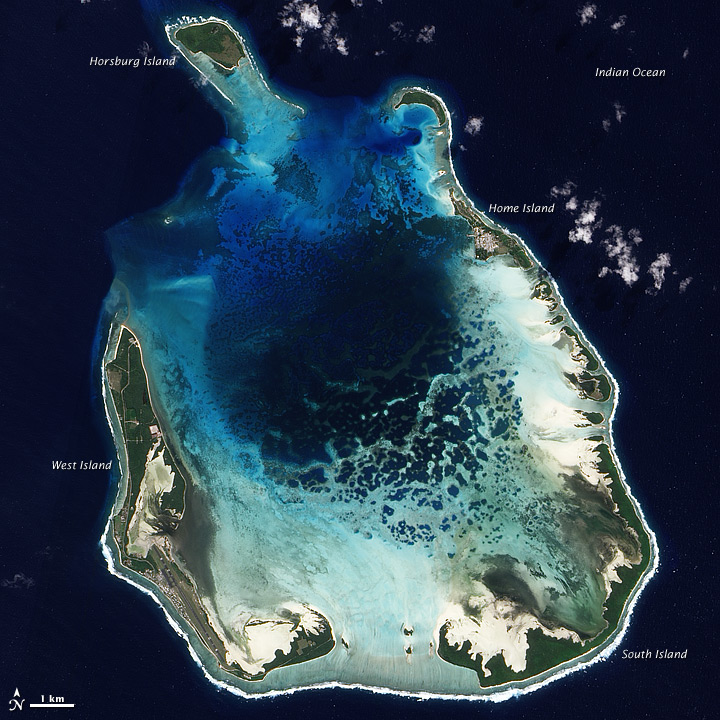
Süd-Keeling-Inselgruppe, 2009.

### Landungsunternehmen auf Direction Island
Am 9. November 1914 begab sich um etwa 06:30 Uhr unter dem Kommando von Kapitänleutnant Hellmuth von Mücke ein Landungsverband des Kleinen Kreuzers Emden auf die Inselgruppe. Ihr Auftrag war, die auf Direction Island seit 1901 von der Eastern Extension Telegraph Company betriebenen Kabel- und Funktelegraphenstation sowie die drei Unterseekabel nach Mauritius, Australien und Batavia unbrauchbar zu machen und eventuell vorhandene Signalbücher und Geheimunterlagen etc. zu beschlagnahmen. Die Zerstörung der Ayescha war ebenfalls geplant. Der Landungstrupp kam mit einer Dampfpinasse und zwei kleineren Marinekuttern auf die Insel und war mit 29 Militärgewehren, mit gut 20 Pistolen oder Revolvern, sowie mit vier Maschinengewehren nebst Munition bewaffnet. Die Einrichtungen wurden widerstandslos übergeben und der Landungstrupp zerstörte die Nachrichteneinrichtungen sowie zwei der Unterseekabel. Kurz zuvor war auf der Station noch die Meldung über die Verleihung des Eisernen Kreuzes für von Mücke über den Nachrichtendienst von Reuters eingegangen, was der Stationsdirektor mit Gratulation dem erstaunten von Mücke mitteilte. Allerdings war ebenfalls von der Station die australische HMAS Sydney mit der Funknachricht „Strange ship at entrance“ von der Anwesenheit der Emden unterrichtet worden.
Noch während der Landeoperation wurde die Emden angegriffen und forderte den Landungstrupp zur sofortigen Rückkehr auf. Der Auftrag des Landungstrupp war weitgehend erledigt und Mücke versuchte gegen 9:30 Uhr schnellstmöglich dem Rückkehrbefehl nachzukommen, konnte aber die Emden nicht mehr erreichen. Die Emden entfernte sich in schneller Fahrt und machte sich gefechtsbereit, da man dort inzwischen den  australischen Leichten Kreuzer Sydney als ernstzunehmenden Angreifer mit überlegener Bewaffnung erkannt hatte. Mücke kehrte an Land zurück, verfolgte soweit möglich die Gefechtsentwicklung und erkannte bald, dass die Emden verloren und er mit seiner Mannschaft auf sich allein gestellt war.

### Indienststellung der Ayesha
Da Mücke befürchtete, früher oder später auf der Insel angegriffen und mit seiner Mannschaft gefangen genommen zu werden, entschied er sich die Ayesha näher zu untersuchen und wenn möglich mit dem Segelschiff zu entkommen. So kam es zur Konfiskation, zur Proviantaufnahme, Nachbesserungen an dem Schiff und schließlich zur Indienststellung als Seiner Majestät Schiff. Dazu ließ Mücke das Schiff bewaffnen, hielt eine Ansprache an die Mannschaft, verkündete als dienstältester Offizier den Beschluss der Indienststellung und ließ sowohl die deutsche Kriegsflagge, wie auch den Kommandantenwimpel (Pennant) setzen. Noch am Abend des 9. November verließ der nun zum Kriegsschiff erklärte Segelschoner im Abendlicht die Insel und konnte unbehelligt die Inselgruppe verlassen.
SMS Emden hatte zwischenzeitlich das Gefecht mit der Sydney verloren und wurde von Fregattenkapitän Karl von Müller gegen 11:15 Uhr auf der Westseite des Nord-Keeling-Atolls auf das vorliegende Korallenriff gesteuert und von der Sydney als Wrack zerschossen, bis man dort die Kriegsflagge einholte. Von der Emden starben 133 Seeleute, insgesamt 202 Besatzungsmitglieder wurden nebst Kapitän Müller an verschiedenen Orten interniert. Dadurch waren Mücke und seine Seeleute die letzten freien Besatzungsmitglieder von der ehemaligen Emden und führten faktisch mit drei Offizieren, sechs Unteroffizieren und 38 Mannschaften deren Kommando auf der S. M. S. Ayesha fort.

### Seereise nach Padang
Vom 10. November 1914 bis zum 27. November dauerte die Reise nach Padang. In den ersten Tagen konnte sich die Mannschaft mit dem Zustand des Schiffes näher vertraut machen und sich an die Planung zur Rückreise machen. Die Landungsausrüstung sowie Waffen und Munition waren an Bord genommen worden, lediglich die Dampfpinasse hatte man zurückgelassen. Der Segler war stark morsch und undicht, Segel und Tauwerk waren brüchig, in den Lenzpumpen fehlten die Dichtungen. Zudem faulte das Wasser in drei von vier Trinkwassertanks. Ausstattung und Unterkunft waren für die Mannschaft nicht bemessen, da sie ursprünglich nur für fünf Personen ausgelegt war. Die Mannschaft musste versuchen, das Beste aus der Situation zu machen, um die Reise zu überstehen, wobei der übernommene Proviant von Direction Island und einiges an Improvisation mit den sonst knappen Mitteln half. Von den mitgeschleppten Marinekuttern musste Mücke sich später trennen, weil sie für die faulen Planken des Seglers schon bei kleinen Kollisionen zur Gefahr wurden. Am 23. November kam 10:00 Uhr Land und der Seaflower Kanal vor der Küste von Sumatra in Sicht; zwischenzeitlich hatte man keine anderen Schiffe getroffen und stattdessen einige Unwetter überstanden und knapp 800 Seemeilen zurückgelegt.

### Im Hafen von Padang
Trotz der Mängel erreichte die Ayesha am 27. November Padang an der Westküste von Sumatra. Das dort stationierte niederländische Torpedobootes Lynx hatte die Ayesha schon einige Tage begleitet, mit ihr Signale ausgetauscht und die deutsche Kriegsflagge erkannt. Der Kommandant des Torpedobootes Lynx hatte keine Bedenken gegen das Einlaufen im Hafen von Padang, weil man auch einem Kriegsschiff nicht den notwendigen Proviant für die Mannschaft verweigern darf. Er hielt aber die Internierung der Mannschaft im Hafen für möglich. Mücke ankerte daraufhin im Hafen, teilte den Behörden offiziell seine Ankunft mit und ließ den deutschen Konsul in Padang an Bord bitten.
Die Hafenbehörden erlaubten das Einlaufen der Ayesha und notierten mangelnde Seetüchtigkeit und Proviantmangel als besondere Umstände. Sie wollten allerdings von Mücke nicht als Befehlshaber eines Kriegsschiffes nach Artikel 3. des Haager Abkommens betreffend die Umwandlung von Kauffahrteischiffen in Kriegsschiffe anerkennen und stuften die Ayesha nicht als Kriegsschiff der kaiserlichen Kriegsmarine ein, sondern nur als Prise und wollten zunächst das Schiff beschlagnahmen sowie die Mannschaft internieren. Daraufhin legte Mücke scharfen Protest ein, wies auf die Kennzeichnung sowie Bewaffnung des Schiffes hin und lehnte die Vorlage der vom Hafenmeister erwünschten Nachweisdokumente zu seiner Legitimierung ab. Letztendlich wurde der Kriegsschiffsstatus der Ayesha vor Ort akzeptiert. Man bestand allerdings dann darauf, dass Mückes Schiff nach den Bestimmungen nur eingeschränkt versorgt werden konnte, weil die „Wehrkraft dadurch nicht gesteigert werden dürfe“ und der Segler den niederländischen Hafen Padang aufgrund der Neutralitätsbestimmungen innerhalb von 24 Stunden wieder verlassen musste. Die Proviantlieferung wurde gestattet, aber weder Zahnbürsten noch Seekarten etc. wurden erlaubt und Mücke wurde von einem dazu bestimmten „Neutralitätsoffizier“ darauf hingewiesen, das er nach Auslaufen durch englische und japanische Kreuzer gefährdet sein könnte und eine Internierung vorzuziehen sei.

### Letzte Fahrt und Untergang der Ayesha

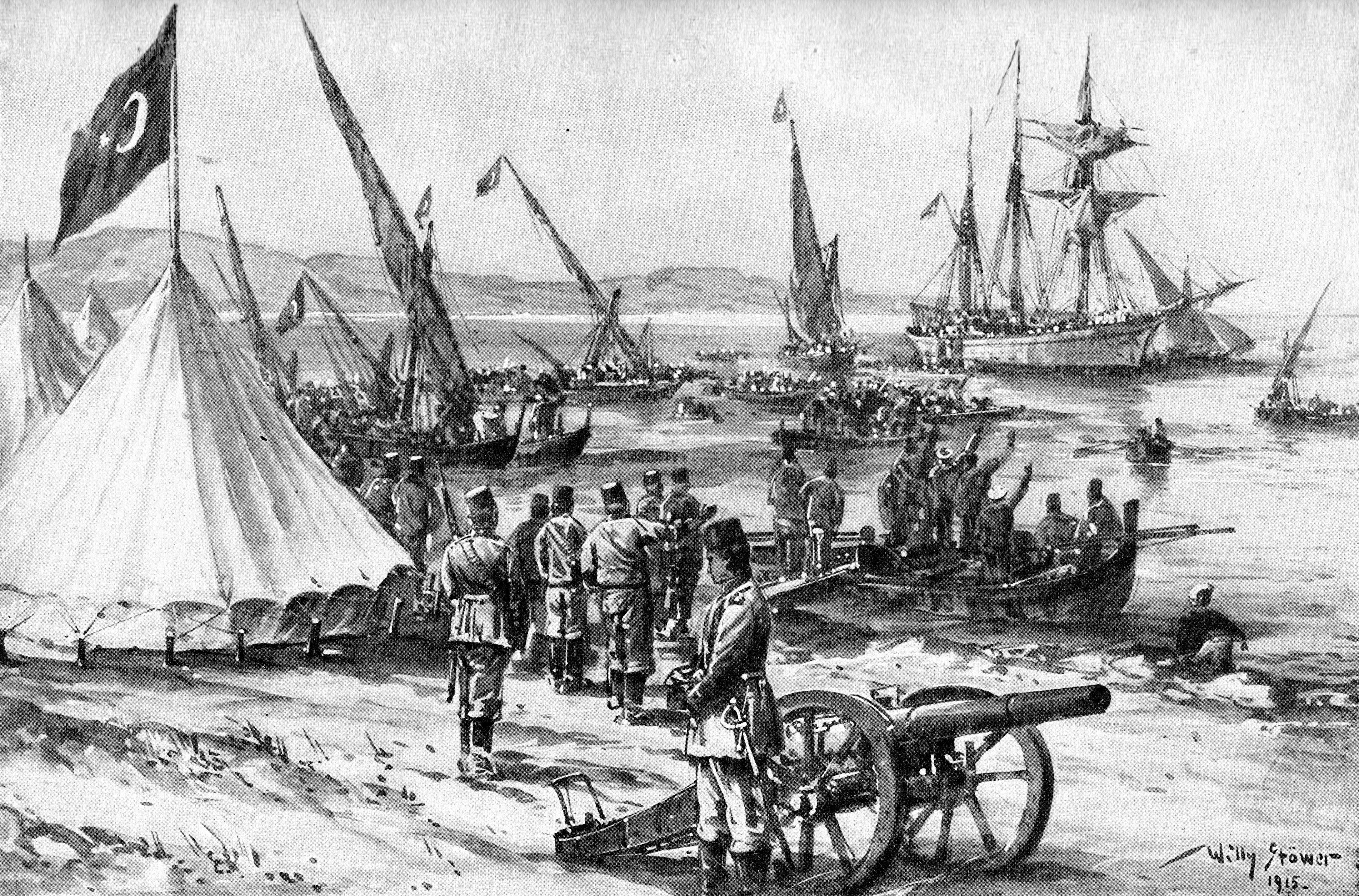
Die Ayesha vor Hodeida im Januar 1915. Gemälde von Willy Stöwer 1915. Tatsächlich war die Ayesha Wochen zuvor im Indischen Ozean versenkt worden. Vermutlich wurde das Bild nach 1916 nicht mehr publiziert.

Am 28. November verließ die Ayesha den Hafen von Padang. Überraschend folgten ein deutscher Reserveoffizier und ein „Obermaschinistenmaat der Reserve“ in einem Ruderboot der Ayesha, baten um Aufnahmen bei Mücke und traten dann der Besatzung bei. Später begegnet die Ayesha im Seaflower Kanal tatsächlich einem Kriegsschiff. Es war allerdings das Küstenpanzerschiff De Zeven Provinciën, welches wegen der Neutralität der Niederlande keine Gefahr für die Ayesha darstellte.
Die nächsten zwei Wochen segelte die Ayesha als möglichst unauffälliges Schiff bis zu einem Seegebiet, wo man erhoffte, einen deutschen Dampfer zu finden. Am 14. Dezember traf die Ayesha vor der Küste von Sumatra auf den Dampfer Choising des Norddeutschen Lloyd. Wegen schlechten Wetters war das Übersteigen auf diesen Dampfer nicht möglich, weshalb man einen neuen Treffpunkt vereinbarte. Nach einem Sturm, bei dem fast alle Segel verloren gingen, konnte die Besatzung schließlich auf die Choising überwechseln. Brauchbares sowie einige Souvenirs wurden von der Ayesha mitgenommen und das Schiff daraufhin am 16. Dezember 1914 um 16:58 Uhr nach 1709 Seemeilen Reise auf der Position 3° 14′ S, 100° 35′ O versenkt.

## Rezeption
- In der zeitgenössischen Presse und Literatur wurde die Geschichte der Ayesha und die Heimreise der Besatzung vielfach rezipiert.
- Hellmuth von Mücke wurde nach der Heimkehr zu etlichen Ehrenempfängen eingeladen und später zum Korvettenkapitän befördert. Weiterhin machte er als Pazifist von sich reden und trat nach dem Zweiten Weltkrieg der Vereinigung der Verfolgten des Naziregimes – Bund der Antifaschistinnen und Antifaschisten bei und setzte sich gegen die Wiederbewaffnung der Bundesrepublik Deutschland ein.
- In dem Spielfilm Die Männer der Emden wird die Ayesha von dem Schoner Raja Laut dargestellt.